# Parnay (Maine-et-Loire)
Parnay ist eine französische Gemeinde mit 377 Einwohnern (Stand: 1. Januar 2022) im Département Maine-et-Loire in der Region Pays de la Loire. Sie gehört zum Arrondissement Saumur und zum Kanton Saumur (bis 2015: Kanton Saumur-Sud). Die Einwohner werden Parnaisiens genannt.

## Geographie
Parnay liegt etwa sieben Kilometer ostsüdöstlich des Stadtzentrums von Saumur in der Saumurois an der Loire. Umgeben wird Parnay von den Nachbargemeinden Varennes-sur-Loire im Norden und Nordosten, Turquant im Süden und Osten sowie Souzay-Champigny im Westen.

## Bevölkerungsentwicklung
| Jahr                       | 1962 | 1968 | 1975 | 1982 | 1990 | 1999 | 2006 | 2018 |
| Einwohner                  | 364  | 342  | 365  | 312  | 438  | 460  | 482  | 431  |
| Quellen: Cassini und INSEE |      |      |      |      |      |      |      |      |

## Sehenswürdigkeiten
- Kirche Saint-Pierre aus dem 11. Jahrhundert, Monument historique seit 1950
- Schloss Parnay aus dem 15. Jahrhundert mit Umbauten aus dem 19. Jahrhundert, seit 2003 Monument historique
- Schloss Le Marconnay
- Schloss Targé aus dem 17. Jahrhundert
- Mühlenruine

Siehe auch: Liste der Monuments historiques in Parnay (Maine-et-Loire)

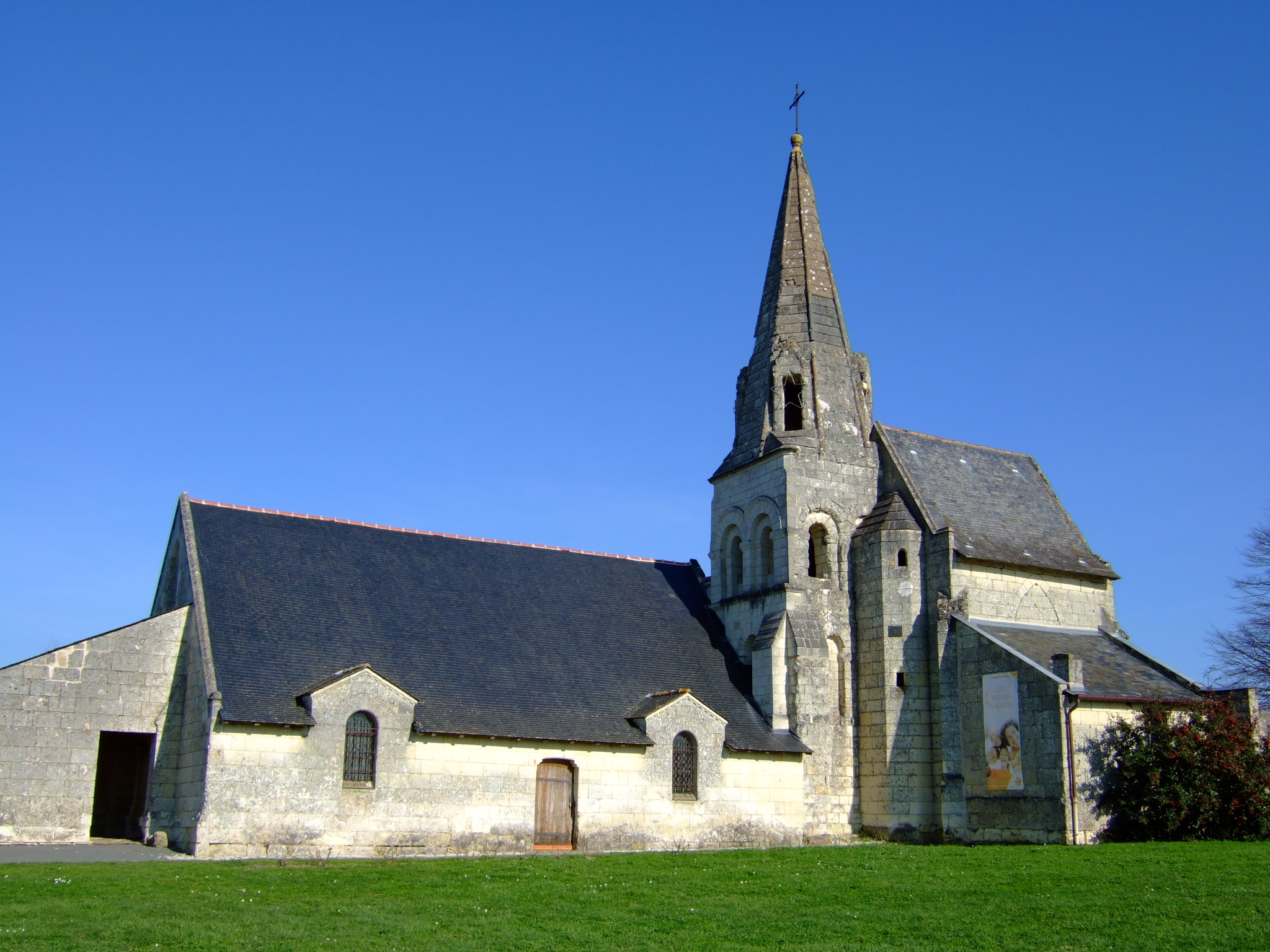
Kirche Saint-Pierre
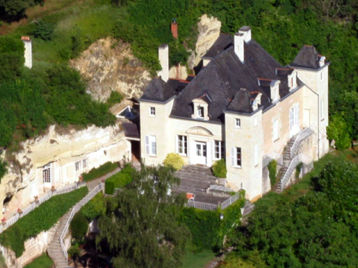
Schloss Targé

## Weinbau
Die Rebflächen der Gemeinde sind Teil des Weinbaugebietes Anjou.

## Persönlichkeiten
- François Allain-Targé (1832–1902), Politiker, Finanzminister (1881–1882), Innenminister (1885–1886)